# Henna Katarina Johansson
Henna Katarina Johansson (Gällivare, 1991. május 1. –) svéd szabadfogású női birkózó. A 2019-es birkózó-világbajnokságon, illetve a 2010-es birkózó világbajnokságon bronzérmet nyert a 62, valamint 63 kg-os súlycsoportban. A 2012-es nyári olimpiai játékokon Svédországot képviselte és a tizedik helyen zárt a női szabadfogás 63 kg-os súlycsoportjában.

## Sportpályafutása
A 2019-es birkózó-világbajnokságon a legjobb 16 közé jutás során a fehérorosz Krisztszinya Fedarszka volt ellenfele, akit 3-0-ra legyőzött. A nyolcaddöntők során a spanyol Lydia Perez Tourino ellen mérkőzött, akit 11-0-ra legyőzött. A negyeddöntők során a bolgár Tajbe Juszein 10-5-re legyőzte. A bolgár továbbjutása miatt a vigaszágon folytathatta a világbajnokságot, ahol a román Incze Tünde Kriszta volt az ellenfele, akit 4-0-ra legyőzött. 
A 62 kg-os súlycsoport bronzmérkőzésén Sastin Marianna volt az ellenfele. A mérkőzést 4-1-re megnyerte és így bronzérmes lett.